# George Allen
George Herbert Allen (29 de abril de 1918 – 31 de diciembre de 1990) fue un entrenador en jefe de fútbol americano en la NFL y la USFL. Es miembro del Salón de la Fama del Fútbol Americano Profesional de los Estados Unidos.

## Primeros años
Allen nació en Detroit, Míchigan. Al estar estudiando en la escuela Lake Shore High School en St. Clair Shores, Míchigan, recibió varias de equipos universitarios para fútbol americano, atletismo y baloncesto.
Allen fue al Alma College, después a la Universidad Marquette, donde fue enviado a un programa de entrenamiento de oficiales para la Armada de los Estados Unidos durante la Segunda Guerra Mundial. Se graduó de la Universidad de Míchigan Oriental. En 1947 terminó su educación en la Universidad de Míchigan.

## Carrera como entrenador

### NCAA
En 1948, Allen se convirtió en entrenador de la escuela Morningside College en Iowa. Al cabo de tres años ahí, tuvo una marca de 15-2-2. De 1951 a 1956, entrenó al Whittier College en California donde terminó con una marca de 32-22-5.

### Los Angeles Rams y Chicago Bears
Allen se unió al personal de Los Angeles Rams en 1957, entrenando bajo otro miembro del Salón de la Fama, Sid Gillman. En 1958, el dueño y entrenador en jefe de los Chicago Bears George Halas, lo contrató. Durante sus siete años reclutando gente con talento, los Bears pudieron hacerse de los servicios de tres futuros miembros del Salón de la Fama: Mike Ditka, Dick Butkus y Gale Sayers. Los esquemas y tácticas defensivas de Allen también tuvieron un efecto formador en los también futuros miembros del Salón de la Fama Bill George y Doug Atkins durante sus años más productivos. Sin embargo, sería su innovadora filosofía defensiva lo que le permitiría a Allen dejar una marca en la NFL.
Durante las fases finales de la temporada de 1962, Allen se convirtió en el coordinador defensivo de los Bears, después de la renuncia de Clark Shaughnessy. En su primer año completo en esa posición, Allen ayudó con su defensiva a destronar al doble campeón de la NFL, los Green Bay Packers, para llevar al equipo al campeonato de 1963 de la NFL. Después de la victoria por 14-10 en contra de los New York Giants, partido jugado en un 29 de diciembre bajo condiciones frígidas en el Wrigley Field, Allen recibió un raro honor, ya que le entregaron el balón del juego.

### Segunda ocasión con los Rams
Al final de la temporada de 1965, Allen fue contratado como entrenador en jefe de Los Angeles Rams, pero rápidamente enfrentó una batalla legal con Halas, quien reclamaba que Allen no había terminado su contrato con los Bears. El dueño ganó el caso, pero le permitió a Allen irse, argumentando que había hecho la demanda para mostrar la validez de los contratos. Halas no fue tan magnánimo en una reunión de la NFL poco después, cuando atacó el carácter de Allen. Después de escuchar esto, el entrenador de Green Bay, Vince Lombardi bromeó con el dueño de los Rams Dan Reeves, "Parece que tienes un verdadero entrenador."
Allen mejoró las victorias totales de los Rams por cuatro juegos en su primer año, entonces recibió en 1967 el Premio al Entrenador del Año de la NFL por llevar a los Rams al título de la División de la Costa. El 26 de diciembre de 1968, Allen fue despedido por Reeves después de su tercera temporada, pero fue recontratado por una pequeña revuelta hecha por los jugadores de los Rams. Aun así, Allen finalmente fue despedido por Reeves después de la temporada de 1970, a pesar de haber tenido al entrenador más exitoso en la historia de los Rams.

### Washington Redskins
Después de su estadía con los Rams, Allen se convirtió en el entrenador de los Washington Redskins desde 1971 hasta 1977. Llevó a los Redskins al Super Bowl VII, donde fueron derrotados por los invictos Miami Dolphins.  Los equipos de los Redskins bajo la tutela de Allen fueron conocidos por estilo de juego vigoroso y por su camaradería, con Allen muy seguido liderando los vítores en los vestidores después de una victoria, y por su veterano liderazgo bajo el equipo conocido como The Over-the-Hill Gang.  Lograron alcanzar los playoffs en cinco de las siete temporadas de Allen con los Skins.

### Tercera ocasión con los Rams
Después de rehusarse a aceptar un contrato por cuatro años y $1 millón de dólares a lo largo de la temporada de 1977, Allen fue dejado libre por los Redskins en esa misma temporada. Entonces regresó con los Rams para trabajar por segunda ocasión como entrenador en jefe, pero fue despedido después de solo dos juegos de exhibición en 1978.

### La United States Football League y Long Beach State
En sus años finales, fue contratado como entrenador de los Chicago Blitz y los Arizona Wranglers en la USFL, y volvió por un año a dirigir al equipo de fútbol americano de la Universidad Estatal de California en Long Beach, los Long Beach State 49ers.
El biógrafo de George Halas, Jeff Davis, hace notar que Allen contactó a Halas a finales de 1981, pidiendo ser considerado para el puesto vacante de entrenador en jefe con los Bears. Halas rechazó a Allen y contrató a Mike Ditka.

### Preferencia por jugadores veteranos en vez de jugadores jóvenes
Como entrenador, Allen fue conocido por su tendencia a preferir a jugadores veteranos  por encima de jugadores más jóvenes o novatos. Durante los primeros años de Allen con los Redskins, el equipo fue conocido como "The Over-the-Hill Gang," debido al número de jugadores en el equipo con mucha experiencia en la NFL, como el quarterback Billy Kilmer.  Adquirío o canjeó a muchos jugadores (todos veteranos por supuesto) a los cuales había entrenado anteriormente con los Rams, incluyendo a Jack Pardee, Richie Petitbon, Myron Pottios, John Wilbur, George Burman y Diron Talbert, llevando a los Redskins a ser llamados los "Ramskins." La frase "el futuro es ahora" es frecuentemente asociada con Allen. Allen hizo 131 canjes de jugadores como entrenador en la NFL, 81 de ellos durante sus siete años con los Redskins.

### Énfasis en los equipos especiales
Allen también era conocido por su especial énfasis en los equipos especiales, y se le acredita con la contratación del primer entrenador de equipos especiales en la historia de la NFL. Ese primer entrenador de equipos especiales tiempo después ganaría un Super Bowl, Dick Vermeil con los St. Louis Rams. Su segundo entrenador de equipos especiales, Marv Levy, llevaría a los Buffalo Bills a cuatro apariciones de manera consecutiva en Super Bowls.

### Logros notables
Allen aún tiene el 3.er mejor porcentaje de victorias en la historia de la NFL (.681), siendo solo superado por Vince Lombardi (.736) y John Madden (.731). Jamás tuvo una temporada perdedora. Esto es particularmente notable en el caso de los Redskins, quienes solo habían tenido una temporada ganadora en las anteriores quince temporadas (1969, bajo Lombardi) antes de la llegada de Allen.
Fue conocido principalmente como un innovador en materia de equipos defensivos, y como un gran motivador.  Allen fue de los primeros entrenadores en utilizar sofisticados libros de jugadas, por la especialización de sus equipos especiales y por arriesgados canjes de jugadores jóvenes por jugadores veteranos.  También se le acredita por encender la rivalidad entre los Dallas Cowboys y los Washington Redskins.  Finalizó su carrera con marca de 7-8 en contra de los Cowboys.
Fue elegido al Salón de la Fama en 2002.

## Récord como entrenador en la NFL
| Equipo       | Año          | Temporada regular | Temporada regular | Temporada regular | Temporada regular | Temporada regular              | Postemporada | Postemporada | Postemporada | Postemporada                                                                |
| Equipo       | Año          | V                 | D                 | E                 | % de V            | Posición final                 | V            | D            | % de V       | Resultado                                                                   |
| ------------ | ------------ | ----------------- | ----------------- | ----------------- | ----------------- | ------------------------------ | ------------ | ------------ | ------------ | --------------------------------------------------------------------------- |
| LA           | 1966         | 8                 | 6                 | 0                 | .571              | 3.o en la Conferencia Oeste    | -            | -            | -            |                                                                             |
| LA           | 1967         | 11                | 1                 | 2                 | .917              | 1.o en la División de la Costa | 0            | 1            | .000         | Perdió en contra de los Green Bay Packers por el Campeonato de Conferencia. |
| LA           | 1968         | 10                | 3                 | 1                 | .769              | 2.o en la División de la Costa | -            | -            | -            |                                                                             |
| LA           | 1969         | 11                | 3                 | 0                 | .786              | 1.o en la División de la Costa | 0            | 1            | .000         | Perdió en contra de los Minnesota Vikings por el Campeonato de Conferencia. |
| LA           | 1970         | 9                 | 4                 | 1                 | .692              | 2.o en la NFC Oeste            | -            | -            | -            |                                                                             |
| Total en LA  | Total en LA  | 49                | 17                | 4                 | .742              |                                | 0            | 2            | .000         |                                                                             |
| WAS          | 1971         | 9                 | 4                 | 1                 | .692              | 2.o en la NFC Este             | 0            | 1            | .000         | Perdió en contra de los San Francisco 49ers por el Campeonato de la NFC.    |
| WAS          | 1972         | 11                | 3                 | 0                 | .786              | 1.o en la NFC Este             | 2            | 1            | .667         | Perdió en contra de los Miami Dolphins por el Super Bowl VII.               |
| WAS          | 1973         | 10                | 4                 | 0                 | .714              | 2.o en la NFC Este             | 0            | 1            | .000         | Perdió en contra de los Minnesota Vikings por el Campeonato de la NFC.      |
| WAS          | 1974         | 10                | 4                 | 0                 | .714              | 2.o en la NFC Este             | 0            | 1            | .000         | Perdió en contra de Los Angeles Rams por el Campeonato de la NFC.           |
| WAS          | 1975         | 8                 | 6                 | 0                 | .571              | 3.o en la NFC Este             | -            | -            | -            |                                                                             |
| WAS          | 1976         | 10                | 4                 | 0                 | .714              | 2.o en la NFC Este             | 0            | 1            | .000         | Perdió en contra de los Minnesota Vikings por el Campeonato de la NFC.      |
| WAS          | 1977         | 9                 | 5                 | 0                 | .643              | 2.o en la NFC Este             | -            | -            | -            |                                                                             |
| Total en WAS | Total en WAS | 67                | 30                | 1                 | .691              |                                | 2            | 5            | .286         |                                                                             |
| Total        | Total        | 116               | 47                | 5                 | .712              |                                | 2            | 7            | .222         |                                                                             |

## Muerte

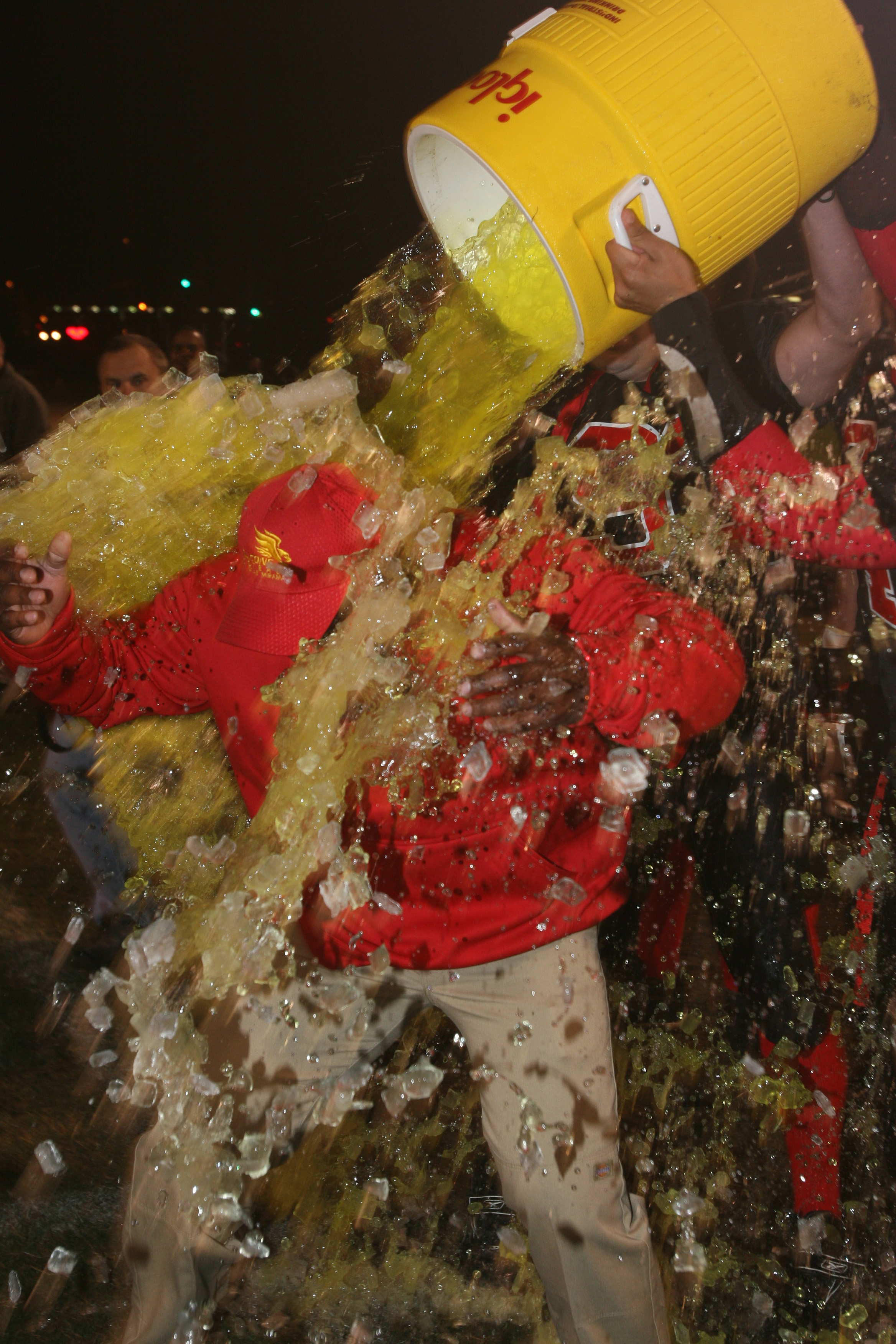
Ejemplo de un "baño de Gatorade".

El fallecimiento de Allen puede haber sido causado de manera indirecta por uno de los acostumbrados "baños de Gatorade". Allen murió el 31 de diciembre de 1990 por una fibrilación ventricular en su hogar en Palos Verdes, California a la edad de 72 años. Poco antes de su fallecimiento, Allen notó que no había estado completamente sano desde que sus jugadores del equipo de Long Beach State le vaciaron encima un balde lleno de Gatorade helado al final de la victoria de final de temporada sobre el equipo de Nevada en Las Vegas el 17 de noviembre de 1990.

## Familia
Allen tuvo cuatro hijos en total, tres hombres y una mujer. Su hijo George es un antiguo político del Partido Republicano de los Estados Unidos, que sirvió como gobernador y senador por el estado de Virginia. Otro de sus hijos Bruce es el gerente general de los Tampa Bay Buccaneers en la NFL y también estuvo involucrado en puestos administrativos con los Oakland Raiders. La hija de Allen, Jennifer, es una corresponsal para la cadena NFL Network, aparte, escribió un libro acerca de su relación con su padre llamado The Fifth Quarter en el cual describe su frío comportamiento hacia su familia, y su obsesión con el fútbol americano, hasta el extremo de excluir todo fuera del mismo deporte.